# Pimelodendron
Pimelodendron é um género botânico pertencente à família Euphorbiaceae.
Plantas encontradas na Malesia

## Sinonímia
Stomatocalyx Müll.Arg. .

## Espécies
- Pimelodendron amboinicum
- Pimelodendron griffithianum
- Pimelodendron macrocarpum
- Pimelodendron zoanthogyne

## Nome e referências
Pimelodendron Hassk.